# IBM ES/9000
IBM ES/9000 è una linea di mainframe IBM presentati nel 1990, questi furono i primi a implementare l'architettura System/390 e poteva utilizzare i sistemi operativi, VSE/ESA, VM/ESA e MVS/ESA. Le innovazioni hardware includevano i canali di comunicazione per l'I/O in fibra ottica ESCONN. La linea ES/9000 venne presentata subito dopo i modelli basati su ESA/370 come l'IBM ES/3090, l'IBM ES/4381 e da questi ereditavano alcune caratteristiche hardware come il partizionamento logico LPAR o la possibilità di includere coprocessori vettoriali.
La linea ES/9000 includeva modelli raffreddati a liquido (ES/9021 -900, -820, -720, -620, -580, -500, -340 e -330), modelli raffreddati ad aria (ES/9121-480, -440, -320, -260, -210, -190) e modelli inseribili in armadi (ES/9221-170, -150, -130, -120).